# 谷峻輔
谷 峻輔（たに しゅんすけ、1994年12月2日 - ）は、ジャパンラグビーリーグワンヤクルトレビンズ戸田に所属するラグビーユニオン選手。

## プロフィール
- 大阪府出身[1]。
- ポジションはプロップ(PR)。
- 身長 180cm、体重 108kg
- 関西大学リーグBリーグのベスト15に選ばれたことがある[2]。
- ニックネームはタニ。

## 来歴
布施ラグビースクールでラグビーを始めた。
2013年、大阪桐蔭高校卒業後、大阪体育大学に入る。
2017年、大阪体育大学卒業後、宗像サニックスブルースに加入。同年10月7日に行われたジャパンラグビートップリーグ第7節のサントリーサンゴリアス戦に途中出場で公式戦初出場を果たす。
2020年、ヤクルトレビンズ(現・ヤクルトレビンズ戸田)に加入。